# Майкл Мансьєнн
Майкл Мансьєнн (англ. Michael Mancienne, нар. 8 січня 1988, Лондон) — англійський та сейшельський футболіст, захисник клубу «Бертон Альбіон» та збірної Сейшельських островів.
Виступав, зокрема, за «Челсі» та «Гамбург», а також молодіжну збірну Англії.

## Клубна кар'єра
Народився 8 січня 1988 року в місті Лондон. Розпочав займатись футболом у місцевій команді «Кінгстоніан», де був помічений «Челсі» у дев'ятирічному віці, куди незабаром і перейшов. У січні 2006 року він підписав професійний контракт з клубом і потрапив до заявки основної командт на останній матч сезону 2005/06 років, але на поле не виходив. Після цього Майкл взяв участь з командою у передсезонному турі «Челсі» по Сполучених Штатах влітку 2006 року і розпочав наступний сезон залишаючись на лаві запасних у матчі на Суперкубок Англії проти «Ліверпуля» та в перших двох іграх Прем'єр-ліги сезону 2006/07 проти «Манчестер Сіті» та «Блекберн Роверз». Так і не дебютувавши за рідну команду, для отримання ігрової практики Мансьєнн у жовтні 2006 року на правах оренди на два роки перейшов у клуб Чемпіоншипу «Квінз Парк Рейнджерс», після чого ще пів року пограв в оренді у іншій команді другого дивізіону «Вулвергемптон Вондерерз».
На початку 2009 року захисник повернувся до «Челсі» і 14 лютого 2009 року дебютував за рідну команду у грі Кубка Англії з «Вотфордом» (3:1), а через 11 днів Мансьєнн дебютував у і єврокубках, вийшовши на заміну в матчі плей-оф Ліги чемпіонів УЄФА проти «Ювентуса» (1:0). 28 лютого він дебютував у Прем'єр-лізі в грі проти «Віган Атлетіка» (2:1). Незважаючи на те, що до кінця сезону 2008/09 років Мансьєнн провів лише 6 ігор в усіх турнірах, він був визнаний найкращим молодим гравцем року в «Челсі».
У серпні 2009 року він підписав новий контракт із «Челсі» до червня 2013 року, після чого знову був відданий в оренду у «Вулвергемптон Вондерерз», який тепер вже грав у Прем'єр-лізі, де провів ще два сезони.
31 травня 2011 року перейшов до німецького «Гамбург», підписавши контракт на чотири роки. 30 липня 2011 року дебютував за нову команду у матчі першого раунду Кубка Німеччини проти нижчолігового «Ольденбурга» (2:1), а 5 серпня дебютував у Бундеслізі у виїзній грі проти діючого чемпіона дортмундської «Боруссії» (1:3). Загалом відіграв за гамбурзький клуб наступні три сезони своєї ігрової кар'єри, але ключовим гравцем так і не став.
16 липня 2014 року перейшов у клуб Чемпіоншипу «Ноттінгем Форест», підписавши трирічний контракт, де возз'єднався зі своїм тренером з молодіжної збірної Англії Стюартом Пірсом. Дебютував за «Форест» 9 серпня 2014 року в матчі проти «Блекпула» (2:0). 28 квітня 2017 року продовжив контракт з «Ноттінгем Форест» ще на два роки. Контракт був підписаний за день до того, як Мансьєнн зіграв свій 100-й матч у всіх змаганнях за клуб і, як повідомлялось, гравець погодився на зменшення зарплати, щоб залишитися в клубі. Загалом за клуб захисник провів 134 гри.
3 серпня 2018 року перейшов до клубу MLS «Нью-Інгленд Революшн». Його зарплата в 1,28 мільйона доларів у 2018 році та 881 676 доларів у 2019 році зробила його не лише найбільш високооплачуваним захисником ліги на той час, але й найбільш високооплачуваним захисником в історії команди. В американській лізі дебютував 19 серпня 2018 року в матчі проти «Ді Сі Юнайтед». У сезоні 2019 через підошовний фасциїт пропустив три місяці. Відзначив повернення на поле 10 серпня 2019 року в матчі проти «Сіетл Саундерз», забивши свій перший гол у MLS. Після закінчення сезону 2020 року «Нью-Інгленд Революшн» не продовжив контракт із гравцем.
9 лютого 2021 приєднався до клубу англійської Першої ліги «Бертон Альбіон», підписавши контракт до кінця сезону 2020/21. 16 травня 2021 року підписав новий однорічний контракт з «пивоварами», а 9 червня 2022 року знову його подовжив на рік. Станом на 9 січня 2023 року відіграв за команду з міста Бертон-апон-Трент 40 матчів в національному чемпіонаті.

## Виступи за збірні
2003 року дебютував у складі юнацької збірної Англії (U-16), загалом на юнацькому рівні взяв участь у 32 іграх, відзначившись 3 забитими голами.
Протягом 2007—2011 років залучався до складу молодіжної збірної Англії, разом з якою був учасником молодіжного чемпіонату Європи 2009 року і здобув срібні нагороди турніру. За два роки поїхав і на наступний молодіжний чемпіонат Європи, але цього разу англійці не вийшли з групи. Всього на молодіжному рівні зіграв у 30 офіційних матчах, забив 1 гол.
Мансьєн має право грати за збірну Сейшельських островів, оскільки його батько був родом з цієї країни. Однак у 2006 році він відмовився грати за цю збірну заради виступів у збірній Англії. Згодом у листопаді 2008 року він заявив, що буде грати за Сейшельські острови, якщо не зможе зіграти за збірну Англії до 25 років.
15 листопада 2008 року Фабіо Капелло включив Мансьєнна до складу збірної Англії на міжнародний товариський матч проти Німеччини в Берліні. У матчі, який завершився перемогою Англії з рахунком 2:1, Мансьєн, однак, не зіграв.
У 2022 році Мансьєнн прийняв виклик до національної збірної Сейшельських островів на Кубок КОСАФА. Там 5 липня він дебютував за збірну у матчі проти Ботсвани (0:1). Загалом Майкл зіграв у всіх трьох іграх команди на турнірі, але вона в усіх них поступилась і не вийшла з групи.

## Статистика виступів

### Статистика клубних виступів
| Сезон                               | Команда                             | Чемпіонат                           | Чемпіонат | Чемпіонат | Національний кубок | Національний кубок | Національний кубок | Континентальні кубки | Континентальні кубки | Континентальні кубки | Інші змагання | Інші змагання | Інші змагання | Усього | Усього |
| Сезон                               | Команда                             | Ліга                                | Ігор      | Голів     | Ліга               | Ігор               | Голів              | Ліга                 | Ігор                 | Голів                | Ліга          | Ігор          | Голів         | Ігор   | Голів  |
| ----------------------------------- | ----------------------------------- | ----------------------------------- | --------- | --------- | ------------------ | ------------------ | ------------------ | -------------------- | -------------------- | -------------------- | ------------- | ------------- | ------------- | ------ | ------ |
| 2006–07                             | «Квінз Парк Рейнджерс»              | ЧФЛ                                 | 28        | 0         | КА+КЛ              | 2+0                | 0                  | -                    | -                    | -                    | -             | -             | -             | 30     | 0      |
| 2007–08                             | «Квінз Парк Рейнджерс»              | ЧФЛ                                 | 30        | 0         | КА+КЛ              | 0+1                | 0                  | -                    | -                    | -                    | -             | -             | -             | 31     | 0      |
| Усього за «Квінз Парк Рейнджерс»    | Усього за «Квінз Парк Рейнджерс»    | Усього за «Квінз Парк Рейнджерс»    | 58        | 0         |                    | 3                  | 0                  |                      | -                    | -                    |               | -             | -             | 61     | 0      |
| січ.-черв. 2009                     | «Челсі»                             | ПЛ                                  | 4         | 0         | КА+КЛ              | 1+0                | 0                  | ЛЧ                   | 1                    | 0                    | -             | -             | -             | 6      | 0      |
| 2008-січ. 2009                      | «Вулвергемптон Вондерерз»           | ЧФЛ                                 | 10        | 0         | КА+КЛ              | 0+0                | 0                  | -                    | -                    | -                    | -             | -             | -             | 10     | 0      |
| 2009–10                             | «Вулвергемптон Вондерерз»           | ПЛ                                  | 30        | 0         | КА+КЛ              | 3+0                | 0                  | -                    | -                    | -                    | -             | -             | -             | 33     | 0      |
| 2010–11                             | «Вулвергемптон Вондерерз»           | ПЛ                                  | 16        | 0         | КА+КЛ              | 0+1                | 0                  | -                    | -                    | -                    | -             | -             | -             | 17     | 0      |
| Усього за «Вулвергемптон Вондерерз» | Усього за «Вулвергемптон Вондерерз» | Усього за «Вулвергемптон Вондерерз» | 56        | 0         |                    | 4                  | 0                  |                      | -                    | -                    |               | -             | -             | 60     | 0      |
| 2011–12                             | «Гамбург»                           | БЛ                                  | 16        | 0         | КН                 | 2                  | 0                  | -                    | -                    | -                    | -             | -             | -             | 18     | 0      |
| 2012–13                             | «Гамбург»                           | БЛ                                  | 21        | 0         | КН                 | 1                  | 0                  | -                    | -                    | -                    | -             | -             | -             | 22     | 0      |
| 2013–14                             | «Гамбург»                           | БЛ                                  | 12+2      | 0         | КН                 | 1                  | 0                  | -                    | -                    | -                    | -             | -             | -             | 15     | 0      |
| Усього за «Гамбург»                 | Усього за «Гамбург»                 | Усього за «Гамбург»                 | 49+2      | 0         |                    | 4                  | 0                  |                      | -                    | -                    |               | -             | -             | 55     | 0      |
| 2014–15                             | «Ноттінгем Форест»                  | ЧФЛ                                 | 116       | 0         | КА+КЛ              | 0+2                | 0                  | -                    | -                    | -                    | -             | -             | -             | 39     | 0      |
| Усього за кар'єру                   | Усього за кар'єру                   | Усього за кар'єру                   | 230+2     | 0         |                    | 14                 | 0                  |                      | 1                    | 0                    |               | -             | -             | 221    | 0      |

## Титули і досягнення
- Володар Кубка Англії (1):

«Челсі»: 2008/09

### Індивідуальні
- Найкращий молодий гравець року в «Челсі»: 2009[2]